# Милорад Улемек Легија
Милорад Улемек Легија (Београд, 15. март 1968) јесте српски пензионисани официр који је осуђен због повезаности с организованим криминалом и извршењем политичких атентата.
Бивши је командант Јединице за специјалне операције (ЈСО) и припадник Српске добровољачке гарде (СДГ). Један је од главних организатора убистава високих српских политичара — премијера Србије Зорана Ђинђића и бившег председника Председништва Србије Ивана Стамболића.
Правоснажно је 4 пута осуђен на 40 година затвора. У правосуђу Србије не постоји сабирање казни, те ће у затвору провести максимално 40 година.
Затворску казну од 40 година издржава у посебном делу Казненопоправног завода Забела.
Због свог служења француској Легији странаца добио је надимак „Легија”.

## Младост и образовање
Породица Улемек потиче из села Пецка на Кордуну. Улемеков отац Милан је био подофицир у ЈНА, а његова мајка Наталија је била чиновница у поштанској штедионици. Још у раној младости био је проблематичан. Завршио је 1985. године курс за ауто-механичара при тадашњем Металском образовном центру Народног Универзитета Нови Београд.

## Војна каријера

### Француска Легија странаца
Након неуспеле пљачке 1985. је побегао у Француску и 10. априла 1986. је ступио у Француску легију странаца. Остао је у Легији скоро 6 година, борећи се у Чаду, Либији, Бејруту, Француској Гвајани и Ираку (у Заливском рату). Због овог дела каријере је добио надимак „Легија”.

### Српска добровољачка гарда
Улемек се после напуштања Француске легије странаца 18. марта 1992. вратио у Србију и приступио је паравојној јединици Српској добровољачкој гарди (Аркановим тигровима). Улемек је прво био инструктор, а касније је унапређен у једног од заповедника Гарде и борио се са Арканом у Хрватској и Босни. Командовао је специјалном јединицом у источној Славонији под именом „Супер Тигрови” која је деловала у операцији Паук између 1994. и 1995. око бихаћког џепа.

### Црвене беретке
Када су Тигрови распуштени 1996, Улемек је ступио у Јединицу за специјалне операције Службе државне безбедности, која је познатија као Црвене беретке. Црвене беретке су биле антитерористичка јединица. Године 1996. је уместо породичног имена Улемек почео да користи презиме своје прве супруге — Луковић и на име Луковић Милорад је поседовао дипломатски пасош тадашње СРЈ. Улемек је постао командант Црвених беретки 1998.
Током рата на Косову, Легија је командовао Црвеним береткама на бојишту.

## Атентати

### Атентат на Ибарској магистрали
За умешаност у убиство четири званичника Српског покрета обнове у исценираној саобраћајној несрећи на Ибарској магистрали 9. октобра 1999. године, односно неуспелог атентата на Вука Драшковића, правоснажно је осуђен на 40 година затвора.

### Убиство Ивана Стамболића
Некадашњи председник председништва Србије Иван Стамболић је киднапован 25. августа 2000. године, током рекреације у Кошутњаку, у Београду. Три године касније, на Фрушкој гори, пронађени су његови посмртни остаци. Каснијим истраживањем је доказано да је Стамболић убијен истог дана када је и киднапован. Као његове убице су означени припадници Јединице за специјалне операције и њихов командант Милорад Улемек Легија.
Милорад Улемек Легија је осуђен на максималну казну затвора, у трајању од 40 година, за убиство Ивана Стамболића, јула 2005. године. Казна  је у трећестепеном поступку потврђена јуна 2007. године.

### Атентат на Зорана Ђинђића
Осуђен је на максималну затворску казну од 40 година због организовања атентата на председника Владе Србије Зорана Ђинђића 12. марта 2003.

#### Сарадња са Зораном Ђинђићем
Легијина улога током демонстрација 5. октобра 2000. је контроверзна, али је најприхваћенија верзија да се срео са Зораном Ђинђићем и преговарао о промени стране. Црвене беретке нису интервенисале да зауставе немире и спасу Милошевића, a заузврат им је нова влада оставила већину њихових привилегија и није их прогонила, нити чак дубље задирала у њихове животе и њихову прошлост.
Након бројних инцидената у априлу 2001. је под притиском власти на свој захтев смењен са места команданта Јединице за специјалне операције.
Јединица је расформирана 25. марта 2003. године одлуком Владе Републике Србије, након убиства премијера Зорана Ђинђића.

## Суђења
Милорад Улемек Легија је правоснажно 4 пута осуђен на 40 година затвора.
За покушај убиства Вука Драшковића, односно атентат на Ибарској магистрали, када су убијена четири члана СПО-а, правоснажно је осуђен на 40 година затвора.
Због убиства бившег председника председништва Србије Ивана Стамболића и покушаја атентата на Вука Драшковића у Будви правоснажно је осуђен на 40 година затвора.
Осуђен је као један од главних организатора убиства премијера Србије Зорана Ђинђића на 40 година затвора.
Као један од организатора, у процесу против припадника Земунског клана који се водио због убистава 17 лица, правоснажно је осуђен на 40 година затвора.
Пошто у правосуђу Србије не постоји сабирање казни, у затвору ће провести максимално 40 година.

## Дела
Током издржавања затворске казне, Улемек је написао 24 књиге.

- Гвоздени ров (2004)
- Легионар (2005)
- Момци из Бразила (2006)
- Јуда (2006)
- Крај (2007)
- Чопор (2007)
- Магионичар (2008)
- Тајна мога срца (2008)
- Кроз ватру и воду (2008)
- За част и славу (2009)
- Љубав сузама не верује (2010)
- Револуција — између разума и срца (2010)
- Крв, сузе и зној (2012)
- Стазе пораза (2013)
- Последњи конвој (2013)
- Прах и пепео I (2014)
- Прах и пепео II (2015)
- Бабо (2016)
- Прах и пепео III (2017)
- У тигровом гнезду (2018)
- Долина суза (2019)
- Пурпурно срце (2020)
- Самурај (2021)
- Последњи батаљон (2022)